# Hökare
Hökare, äldre benämning på detaljhandlare (i synnerhet i livsmedel), vilken förestod ett hökeri (hökarbod). Ordet kan eventuellt härledas från fornsvenskans huka; mångla, men är av omtvistat ursprung. Kognater med snarlik betydelse finns även i modern danska, nederländska och engelska.